# 中華人民共和國愛國主義教育

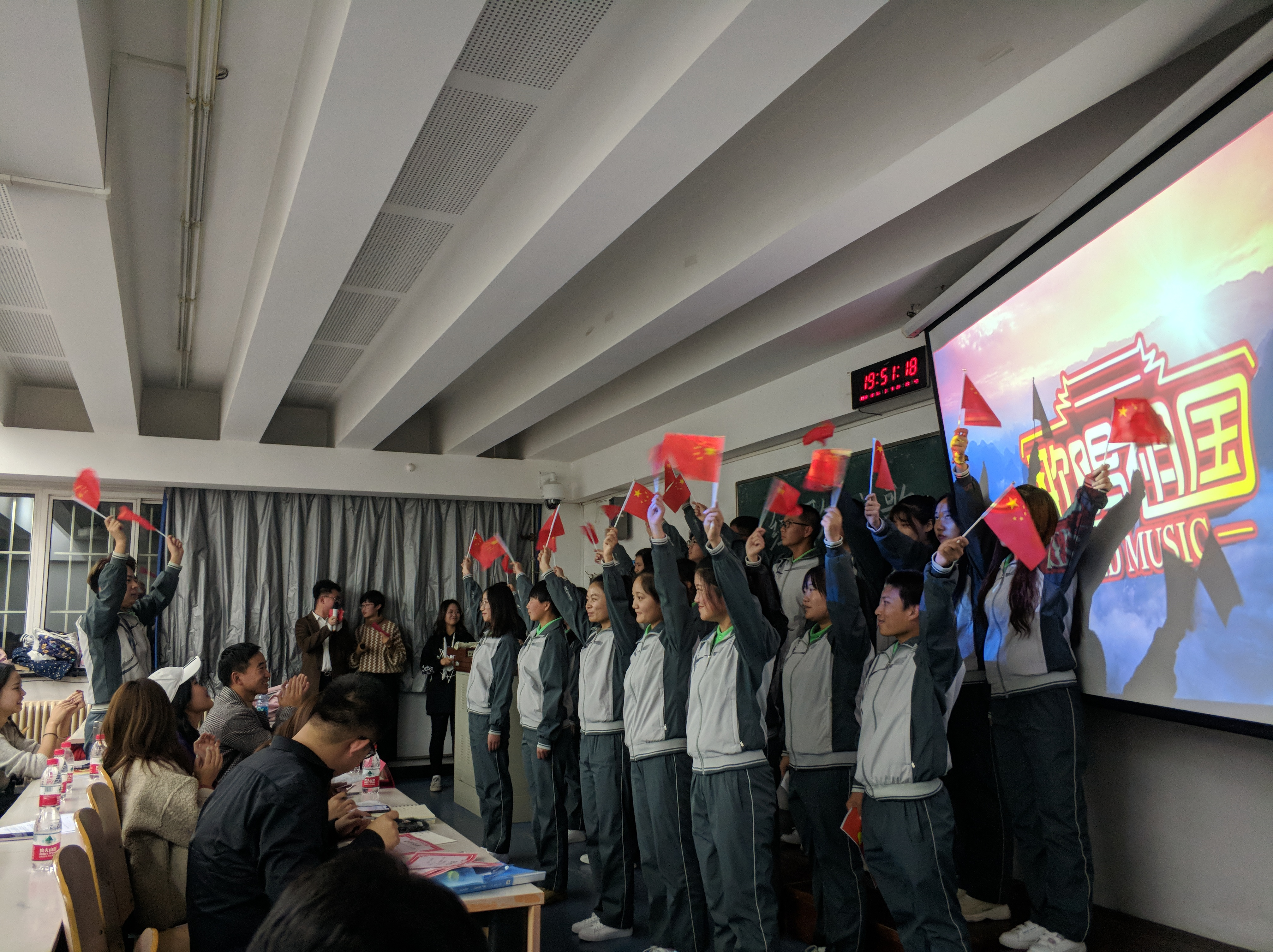
用音乐教育爱国主义——2018年大连大学「歌唱祖国」竞赛

中华人民共和国爱国主义教育指在六四事件後中国共产党發起針對青少年的宣傳與教育運動及政策，影响中国对外政策。此政策詞彙由六四事件後出任中共中央總書記的江澤民宣告並執行，如其1990年對北京青年發表對紀念五四運動的演說，宣告「在当代中国爱国主义与人民民主即社会主义民主，本质上也是统一的」。江於1989年對工人發表演說時，也強調工人的責任在於教育社會愛國主義、社會主義、集體主義、打造國家等來激發民族驕傲與自信。中國1990年代爱国主义教育系列活動，承續中國共產黨進行文化清理的宣傳及教育組織對「不當文化」的清理。此爱国主义教育系列活動為中國共產黨在政治意識型態的宣傳和教育名稱和內容上，從以黨主導的共產主義到以國家主導的務實國族主義政策。到2012年习近平出任中共中央总书记后，爱国主义教育事实上亦標誌着中國民族主義從肯定型愛國主義到強硬型愛國主義。
发轫于1994年8月23日中共中央宣传部起草、中共中央委员会颁布的 《爱国主义教育实施纲要》。次年，民政部即确定了第一批爱国主义教育基地，中宣部、共青团中央等多部委联合发布百种爱国主义教育图书。

## 背景
六四事件后，时任中共中央总书记江泽民发起并推动将“爱国主义教育”为主体的教育宣传活动制度化。目標是用國族主義替換共產主義的意識型態，來建立在六四事件前後中國共產黨被挑戰的执政正當性，承續中國共產黨由宣傳及教育組織對「不當文化」所進行文化清理的相關作法。
此政策詞彙由六四事件後出任中共中央總書記的江澤民宣告並執行，江澤民於1989年對工人發表演說時，也強調工人的責任在於教育社會愛國主義、社會主義、集體主義、打造國家等來激發民族驕傲與自信。1990年5月3日，江泽民在纪念五四運動時以《爱国主义和我国知识分子的使命》演說時，指出社會主義及愛國主義「本質上是同一的」，這些政策宣示說明了六四事件後國族主義替換共產主義的意識型態。是中共從改革開放以來、特別是六四事件之後主張國家民族主義和文化民族主義的愛國主義教育，和原標榜階級民族主義的愛國主義教育不同。

### 东欧剧变与六四事件
冷战结束后，共产主义衰落，民族主义在前共产主义世界的许多地方兴起。中国面临的主要安全威胁不再来自外部军事力量，而是随着共产主义意识形态式微而日益严重的内部合法性危机。为应对危机，中华人民共和国在1989年六四事件后，将民族主义作为巩固统治的重要手段。爱国主义教育运动以此为背景应运而生，以爱国之名行民族主义之实，旨在确保民众忠诚，消弭不满。中共政权一方面试图维持其统治，另一方面则不断警告民众世界上存在着敌对的国际势力，意图以帝国主义手段侮辱中国人的自尊心。

### 1990年紀念鴉片戰爭150周年
1990年春，国家教育委员会動員全國學校紀念鴉片戰爭150周年，5月前後，大學舉辦團委、教授、學生聯合研討會，包括北京大學等。1991年4月25日，国家教委《关于在中小学进一步开展爱国主义教育活动的意见》動員學校「围绕中国共产党建党70周年，辛亥革命80周年，庚子赔款90周年，九一八事变60周年等重要纪念日，进一步深入开展以热爱中国共产党为重点的爱国主义教育活动....对学生进行新旧社会对比教育，使他们不忘任人宰割甚至当亡国奴的屈辱和苦难生活」。

## 内容及实施状况

### 指导思想
依照1994年《爱国主义教育实施纲要》，爱国主义教育以青少年为重点，将中国特色社会主义和党的基本路线为为指导，主要内容涵盖中华民族悠久历史、中华民族优秀传统文化、党的基本路线和社会主义现代化建设成就、中国国情、社会主义民主与法制、国防安全和国家安全、民族团结、“和平统一、一国两制”方针等方面，纲要还特别提出要提倡有助于培养对于国旗、国歌、国徽崇敬感的必要礼仪。而在2019年颁布的《新时代爱国主义教育实施纲要》在前者基础上，加入了大量中共中央总书记习近平的论述，将新时代、中国梦、中华民族伟大复兴等习近平提出的思想融入到纲要中。

### 各地实施

#### 中国大陆
早在改革开放初期，邓小平就提出：“我们一定要在全党和全国范围内有领导、有计划地大力提倡社会主义道德风尚,热爱社会主义祖国,提高民族自尊心,还要进行坚持社会主义道路、反对资本主义腐蚀的革命品质教育。”1983年7月，中共中央宣传部、中央书记处研究室颁发《关于加强爱国主义宣传教育的意见》，大力开展“五讲四美三热爱”运动。1986年中共十二届六中全会颁布了《关于社会主义精神文明建设指导方针的决议》，强调“爱祖国、爱人民、爱科学、爱劳动、爱社会主义”。1987年7月，中共中央代总书记、国务院总理赵紫阳就在联合国人口日演讲中也强调了“对广大群众进行爱国主义教育”。
六四运动之后举行的中共十三届四中全会在邓小平的领导下在思想教育方面采取了一系列重大举措，当年新任总书记江泽民對工人發表演說，強調工人的責任在於教育社會愛國主義、社會主義、集體主義、打造國家等來激發民族驕傲與自信；次年对北京青年演说“在当代中国爱国主义与人民民主即社会主义民主，本质上也是统一的”。自此，中华人民共和国的爱国主义教育就开始将集体主义、社会主义和爱国主义相结合，强调爱国主义与社会主义的统一。2001年9月，《公民道德建设实施纲要》颁布，强调社会主义公民的道德。2002年，中共十六大提出“弘扬民族精神”。2004年3月,中宣部、教育部印发《中小学开展弘扬和培育民族精神教育实施纲要》。2006年，胡锦涛提出社会主义荣辱观，强调要教育广大干部群众特别是广大青少年“以热爱祖国为荣、以危害祖国为耻”。2006年中共十六届六中全会开始，“以爱国主义为核心的民族精神”开始被写入中国特色社会主义体系。
习近平自2012年出任中共中央总书记以来，开始在各种场合强调爱国主义教育，提出了中国梦、中华民族伟大复兴等主张，积极推动《中华人民共和国国歌法》、《中华人民共和国英雄烈士保护法》、《中華人民共和國愛國主義教育法》立法工作，还在2019年颁布了《新时代爱国主义教育纲要》，取代了原有的旧纲要。在2023年10月，中国全国人大常委会通过了《中華人民共和國愛國主義教育法》。

#### 其他地區
在澳門，课程原本即有公民教育內容，在2004-2007年期間「愛國主義教育」出現並為優先受補助的項目。在香港，2012年因為要在德育及國民教育科內容中加入由中國政府提供的「愛國主義教育」大綱和內容，引發一系列的抗議和民間反彈。
在香港，德育及國民教育科課程於2012年引發爭論與街頭示威抗議，也引發對於愛國主義教育的內容及實施方式的討論。，爭議點在於愛國主義教育是否只是單純的像各國推行的國民教育還是政治宣傳洗腦。
2016年《關於教育系統深入開展愛國主義教育的實施意見》要求將愛國主義精神融入中國大、中、小學的德育、語文、歷史、地理、體育和藝術等各學科課程標準、教材和考試中，愛國主義教育活動有新媒體宣傳並輸出海外，也「加大对香港、澳门和台湾青少年学生的爱国主义教育力度」。

## 教材范文
爱国主义課文几乎都遵循一个套路，「不怀好意的外国人用各种方式表示自己对中国人的歧视，而政治身份不同的中国人，如中国共产党的领袖、科学家、将军、教授、中学生、留学生等，都以自己的机警聪明与自尊捍卫了自己与中国的尊严」。例如2003年人教版《思想政治》范文，数学家华罗庚1979年被某美国女学者问他是否后悔回中國，「面对这位女学者不友好的提问，华罗庚坚定而又礼貌地回答说：不！我一点也不后悔，我回国，是要用自己的力量，为祖国做些事情，并不是为了舒服，活着不是为了个人，而是为了祖国」。范文所指的「后悔」，是指华罗庚1950年放棄美國教授職位回中國辦科研。华罗庚其後在反右鬥爭、拔白旗插紅旗、文化大革命歷經多次抄家和批鬥。
范文选入的爱国故事或革命英雄故事「真假无从查考，但通过教科书的讲述广为流传」。部份科學類故事後來被科協主管報章指出違反物理常識。例如2001年人教版初中语文第五册课文《悲壮的两小时》是摘自《读者》雜誌投稿，讲述1967年苏联宇航员科马洛夫在聯盟1號無法打開降落傘減速而知道即將身亡，当着全国观众的向國家领导人汇报70分鐘，並接受苏联英雄称号。此范文被人民網選之為「2004十大科技骗局」。新京報指出范文弄巧反黜，「当孩子们发现这部圣经中的一章曾堂而皇之地打着英雄主义的旗号欺世盗名，他们将如何看待自己接受的教育和提供给他们教育的国家？」

## 主要形式
依照中共中央、国务院在2019年颁布的现行《新时代爱国主义教育实施纲要》，实施爱国主义教育的方式主要有五种：

### 爱国主义教育基地和国防教育基地
在愛國主義教育的政策下，有許多中央、省、市級的歷史文物地點及博物館，分別成為「愛國主義教育基地」，從第一批到今已共有八批。如中央政府於北京第一批的愛國主義教育基地有：天安門廣場、中國歷史博物館、中國革命博物館、中國人民革命軍事博物館、中國人民抗日戰爭紀念館、故宮博物院、圓明園遺址公園、八達嶺長城、周口店遺址博物館。如於西藏的第一批有山南烈士陵園、江孜抗英遺址。此外，国务院国资委分别在2021年、2024年命名发布两批175家中央企业爱国主义教育基地，包括中国核工业集团有限公司属下的中国第一代核潜艇研发实验基地（九〇九基地）、中国航天科技集团有限公司属下天津航天长征火箭制造基地、航天固体动力展览馆等。
除了「愛國主義教育基地」這名稱外，還有「愛國主義示範基地」，而這些地點常被用來組織红色旅遊。紅色旅遊景區因此可以視為相關教育基地與示範基地及相關基地的集合。
由於近年來中國旅遊日漸發達，不少中國民眾要求愛國主義教育基地應該免費開放。2008年3月，中央政府的相关部门表示将免费开放全国1400座爱国主义教育基地和博物馆。在網路宣傳方面，除了有“中国爱国主义教育网”外，各地亦建有類似的愛國主義宣傳網站，如上海市爱国主义教育基地（页面存档备份，存于）。

### 重大纪念活动
中华人民共和国要求各地党委和人民政府及有关部门、群众团体需要利用法定节日、各民族传统节日等纪念活动进行爱国主义教育。元旦、春节和三八妇女节、五一劳动节、五四青年节、六一儿童节、七一建党节、八一建军节、十一国庆节為重點節日對象。

### 仪式礼仪
中共曾在多个文件中突出以国旗、国歌、国徽的爱国主义教育宣传手段，此亦为中国大陆各地对政府爱国主义教育政策执行的一个重要手段，并得到地方政府以地方文件的形式再次确认。

### 爱国主义教育融合多媒体
报纸、刊物、广播、电视等面向民众的宣传媒體均為中华人民共和国开展愛國主義教育的開展平台。
對此，中共中央宣传部、国家教育委员会、文化部、新闻出版署和中国共青团中央曾联合於1995年5月，下發《关于向全国中小学推荐百种爱国主义教育图书的通知》。針對以下書籍及音像製品進行推廣。但亦強調“坚持自愿原则，防止硬性摊派和硬性搭配销售其他读物”。
在電影方面，中宣部和中央文明办亦有製作《百部爱国主义教育影片》列表，並要求全國各地做好校园及社区的教育工作。

## 评价
大多數國家主要以不同方式來實施公民教育，而以愛國教育為主體的國家有俄羅斯及中華人民共和國。在公民教育（civic education）的理論及政策中，有一派人主張愛國情操教育（尤其是在歷史教學及青少年教育方面）的重要性而突出爱国教育（patriotic education），然而自由主義者則會質疑愛國心和民主及正義的價值是否相容，否則會有意識型態灌輸的問題。因此，公民教育中激發愛國心及公民意識的跨國差異，為國際公民權的差異比較關注重點。愛國主義教育中的強調中华人民共和国国旗、國徽、國歌等，將共產符號一般化成為中國愛國精神，是其六四事件後國族主義替換共產主義的意識形態宣傳手法的細膩及成功。
中国教育科学研究院学者張平表示，愛國主義教育是江澤民繼毛澤東及鄧小平相關思想的創新論述。關於這兩大主軸的思想發源，有研究者主張為毛澤東及鄧小平的愛國主義思想延伸。但有研究者持不同觀點，主張中华人民共和国政府之前雖有在宣傳及教育之中使用愛國主義，但在1989年六四事件後單獨把愛國主義做為宣傳主題為中共歷史上第一次，如1994年正式政策文件《爱国主义教育实施纲要》一出，有中共領導人率先打破中共一直以來的禁忌，向黃帝陵進行儀式活動，說明由江澤民主導推行的愛國主義教育和之前愛國主義思想內涵的不同處。
當代研究主流則主張中华人民共和国政府之前雖有在宣傳及教育之中使用愛國主義，但在1989年六四事件後單獨把愛國主義教育做為宣傳及教育主題為中共歷史上第一次，如1994年正式政策文件《爱国主义教育实施纲要》一出，有中共領導率先打破共產黨一直以來的禁忌，向黃帝陵進行儀式活動，說明由江澤民主導推行的爱国主义教育活动和之前愛國主義思想內涵的不同處。
2023年10月24日，第十四届全国人大常委会通过《中华人民共和国爱国主义教育法》，进一步加强对青年和学生的爱国主义教育，美国之音分析认为中共通过强化爱国主义教育进一步强化对习近平的个人崇拜和确保习近平长期执政。
中国异议人士余杰評論李政亮《中国课：系上红领巾的中国式青春》時提到爱国主义教育的觀察：「在中国的学校里，一方面是学术自由极度匮乏、独立思考受到压制，另一方面是当局竭力灌输主流意识形态，顺我者昌、逆我者亡。作者发现，在中国的教科书中可以清晰看到爱国主义教育的影子，包括领导人伟大形象的建构、杰出科学家与音乐家等的爱国情操、牺牲小我完成大我的革命精神，以及中国的疆界想象。小到幼儿园的小女孩、电视里才艺表演的儿童，大到课堂上的大学生，都要接受爱国教育。即使教科书从单一版本进入一纲多本时代，仍因“坚持党的基本路线，有正确的政治观点”的原则，而含有大量爱国、革命等意涵的课文。」而异议人士、网络作家、时事评论家杨恒均认为，尽管国情和爱国主义教育是各国都有的教育方式，但中华人民共和国政府实施的爱国主义教育实质上是“打着爱国主义教育的旗帜来洗脑”。
台湾國立政治大學黃寬裕認為，中共從改革開放以來、特別是六四事件之後，一方面希望融入西方资本主义社会，另一方面又要抵挡西方价值观的渗透，因而主張國家民族主義和文化民族主義的愛國主義教育，和原標榜階級民族主義的愛國主義教育不同。《金融时报》上刊载的一篇文章認為，愛國主義教育是一種有选择的历史教育，即一方面突出外国侵略者的残暴，一方面忽略中华人民共和国领导人自身的一些错误。愛國主義教育目的在于培养民族主义的、反西方的受害者心态，以增强中共执政的合法性。有异议人士认为，在愛國主義教育中的強調中华人民共和国国旗、國徽、國歌等，將共產符號一般化成為中國愛國主義，是其宣傳手法的細膩及成功。但同时认为，“爱国主义教育活动”实际上是在宣扬民族主义。